# Девід Кепп
Девід Кепп (David Koepp; нар. 9 червня 1963) — американський кіносценарист і кінорежисер. Кепп — шостий найуспішніший кіносценарист усіх часів за показниками надходжень від прокатів у США загальною валовою сумою понад 2,3 мільярда доларів.
Кепп досяг творчих та комерційних успіхів у найрізноманітніших жанрах: трилер, наукова фантастика, комедія, екшн, драма, злочинність, супергеройський фільм, жах, пригоди та фентезі. До найвідоміших фільмів, що зняті за його сценарієм, належать науково-фантастичні пригодницькі фільми «Парк Юрського періоду» (1993), «Парк Юрського періоду 2: Загублений світ» (1997), «Індіана Джонс та Королівство кришталевого черепа» (2008); шпигунські бойовики «Місія нездійсненна» (1996) та «Джек Раян: Теорія хаосу» (2014); супергеройський фільм Людина-павук (2002); науково-фантастичний фільм-катастрофа «Війна світів» (2005) та трилер «Ангели та демони» (2009). Кепп став режисером шести повнометражних фільмів: «Ефект спускового гачка» (1996), «Відлуння луни» (1999), «Таємне вікно» (2004), «Місто привидів» (2008), «Термінова доставка» (2012), «Мордекай» (2015).

## Фільмографія
| Рік  | Назва                                           | Режисер | Сценарист | Продюсер   | Примітки                                                    |
| ---- | ----------------------------------------------- | ------- | --------- | ---------- | ----------------------------------------------------------- |
| 1988 | Апартаменти нуль                                | Ні      | Так       | Так        | у співпраці з Мартіном Донованом                            |
| 1990 | Поганий вплив                                   | Ні      | Так       | Ні         |                                                             |
| 1990 | Why Me?                                         | Ні      | Так       | Ні         | у співпраці з Дональдом Вестлейком                          |
| 1990 | Ангел пітьми                                    | Ні      | Так       | Ні         | у співпраці з Джонатаном Тайдером                           |
| 1991 | Іграшкові солдатики                             | Ні      | Так       | Ні         | у співпраці з Деніелем Петрі                                |
| 1992 | Смерть їй личить                                | Ні      | Так       | Ні         | у співпраці з Мартіном Донованом                            |
| 1993 | Парк Юрського періоду                           | Ні      | Так       | Ні         | у співпраці з Майклом Крайтоном                             |
| 1993 | Шлях Карліто                                    | Ні      | Так       | Ні         |                                                             |
| 1994 | Газета                                          | Ні      | Так       | Так        | у співпраці з Стівеном Кеппом                               |
| 1994 | Тінь                                            | Ні      | Так       | Ні         |                                                             |
| 1994 | Suspicious                                      | Так     | Так       | Ні         | короткометражка                                             |
| 1996 | Місія нездійсненна                              | Ні      | Так       | Ні         | у співпраці з Робертом Тауном та Стівеном Зайліаном         |
| 1996 | Ефект спускового гачка                          | Так     | Так       | Ні         |                                                             |
| 1997 | Парк Юрського періоду 2: Загублений світ        | Ні      | Так       | Ні         | також як допоміжний режисер                                 |
| 1998 | Очі змії                                        | Ні      | Так       | Ні         | у співпраці з Браяном Де Пальмою                            |
| 1999 | Відлуння луни                                   | Так     | Так       | Ні         |                                                             |
| 2002 | Кімната страху                                  | Ні      | Так       | Так        |                                                             |
| 2002 | Людина-павук                                    | Ні      | Так       | Ні         |                                                             |
| 2004 | Таємне вікно                                    | Так     | Так       | Ні         |                                                             |
| 2005 | Війна світів                                    | Ні      | Так       | Ні         | у співпраці з Джошем Фрідманом                              |
| 2005 | Затура: Космічна пригода                        | Ні      | Так       | Ні         | у співпраці з Джоном Кемпсом                                |
| 2008 | Індіана Джонс і королівство кришталевого черепа | Ні      | Так       | Ні         | у співпраці з Джорджем Лукасом та Джеффом Натансоном        |
| 2008 | Місто привидів                                  | Так     | Так       | Ні         | у співпраці з Джоном Кемпсом                                |
| 2009 | Ангели і демони                                 | Ні      | Так       | Ні         | у співпраці з Аківою Голдсманом                             |
| 2011 | Пригоди маленького паровозика                   | Ні      | Так       | Ні         | у співпраці з Джоном Кемпсом, Кліффом Рубі та Еланою Лессер |
| 2012 | Термінова доставка                              | Так     | Так       | Ні         | у співпраці з Джоном Кемпсом                                |
| 2014 | Джек Раян: Теорія хаосу                         | Ні      | Так       | Ні         | у співпраці з Адамом Козадом                                |
| 2015 | Мордекай                                        | Так     | Ні        | Ні         |                                                             |
| 2016 | Інферно                                         | Ні      | Так       | Ні         |                                                             |
| 2017 | Мумія                                           | Ні      | Так       | Ні         | у співпраці з Крістофером МакКуоррі та Діланом Куссманом    |
| 2020 | Ти повинен був піти                             | Так     | Так       | Ні         |                                                             |
| 2022 | Кімі                                            | Ні      | Так       | Ні         |                                                             |
| 2023 | Індіана Джонс і реліквія долі                   | Ні      | Так       | Ні         | у співпраці з Джеймсом Менголдом та Джезом Баттервортом     |
| 2024 | Присутність                                     | Ні      | Так       | Виконавчий |                                                             |
| 2025 | Чорний мішок                                    | Ні      | Так       | Ні         |                                                             |
| 2025 | Світ Юрського періоду: Відродження              | Ні      | Так       | Ні         |                                                             |
| 2026 | Майбутній фільм Стівена Спілберга               | Ні      | Так       | Ні         |                                                             |

### Телебачення
| Рік  | Назва    | Режисер | Сценарист | Примітки   |
| ---- | -------- | ------- | --------- | ---------- |
| 2002 | Hack     | Ні      | Так       | Автор ідеї |
| 2003 | Suspense | Так     | Ні        | телефільм  |

## Нагороди та номінації
| Нагорода                  | Категорія                                                      | Рік  | Фільм                                      | Результат |
| ------------------------- | -------------------------------------------------------------- | ---- | ------------------------------------------ | --------- |
| «Сатурн»                  | Найкращий сценарій                                             | 1993 | • Смерть їй личить                         | Номінація |
| «Сатурн»                  | Найкращий сценарій                                             | 1994 | • Парк Юрського періоду                    | Нагорода  |
| «Сатурн»                  | Найкращий сценарій                                             | 2006 | • Війна світів                             | Номінація |
| «Сатурн»                  | Найкращий сценарій                                             | 2009 | • Місто привидів                           | Номінація |
| «Г'юго»                   | Найкраща постановка                                            | 1994 | • Парк Юрського періоду                    | Нагорода  |
| «Г'юго»                   | Найкраща постановка: велика форма                              | 2003 | • Людина-павук                             | Номінація |
| Премія Брема Стокера      | Інші медіа (за сценарій)                                       | 1994 | • Парк Юрського періоду                    | Номінація |
| Кінофестиваль в Жерармері | Гран-прі                                                       | 2000 | • Відлуння луни                            | Нагорода  |
| «Золота малина»           | Найгірший сценарій фільму, з касовими зборами понад 100 млн. $ | 1997 | • Місія нездійсненна                       | Номінація |
| «Золота малина»           | Найгірший сценарій                                             | 1998 | • Парк Юрського періоду 2: Загублений світ | Номінація |